# Zerav obrovský
Zerav obrovský (Thuja plicata, syn. Thuja gigantea), známý i jako zerav řasnatý nebo túje obrovská je vždyzelený jehličnatý strom z rodu zerav, jenž se vyskytuje na západě Severní Ameriky. Přestože je v angličtině obvykle nazýván cedrem, nepatří do rodu cedrů. Jedná se o provinční strom Britské Kolumbie a byl velice důležitý pro život indiánských kmenů severozápadního pobřeží Pacifiku.

## Popis
Zerav obrovský je velký až mohutný strom, který dorůstá výšky 65 až 70 metrů, s průměrem kmene 3 až 4 metry, výjimečně může být i větší. Stromy rostoucí na volném prostranství mohou mít velké koruny sahající až na zem, zatímco stromy z hustě zalesněných míst mají korunu úplně na vrchu, aby se ke všem listům dostalo světlo. Zerav obrovský se může dožít vysokého věku přes tisíc let, nejstarší ověřený exemplář se dožil 1460 let.
Listí stromu vytváří ploché větévky se šupinatými listy. Větévky jsou nahoře zelené a na spodní části rovněž zelené s bělavými pásy průduchů. Jsou rovněž silně aromatické a po rozdrcení jejich vůně připomíná vůni ananasu. Samotné lístky většinou měří 1 až 4 mm a jsou 1 až 2 mm široké, na silných větévkách však mohou dorůstat délky 12 mm.
Šišky jsou štíhlé, 10 až 18 mm dlouhé a 4 až 5 mm široké, s 8 až 12, ojediněle 14, šupinami. Mají zelenou až žlutozelenou barvu, ale na podzim hnědnou. Po dozrání, což se děje zhruba šest měsíců po opylení, se otevřou, aby mohly vypustit semena, která jsou 4 až 5 mm dlouhá a 1 mm široká a na každé straně mají útlé křidélko. Pylové šišky jsou 3 až 4 mm dlouhé, zpočátku červené až fialové, na jaře však shazují žlutý pyl.

## Rozšíření a životní prostředí
Původní rozšíření zeravu obrovského zahrnuje severozápadní Spojené státy a jihozápadní Kanadu, konkrétně od jihovýchodu Aljašky a Britské Kolumbie přes Washington a Oregon na severozápad Kalifornie, kde se nachází primární populace obývající pobřežní lesy. Oddělená populace zeravů obrovských se nachází v pásmu mezi jihovýchodní Britskou Kolumbií, jihozápadní Albertou, severním Idahem a západní Montanou. Analýza pylu a radiokarbonová metoda datování odhalily postglaciální kolonizaci území okolo dolní části Fraserova údolí před 6600 lety. V oblasti se zeravům daří a před 500 lety zde tvořily polovinu vegetace. Momentálně tvoří zerav obrovský asi 20 % místních lesů.
Zerav obrovský patří k nejčastějším stromům severozápadního pobřeží Pacifiku, kde ho v lesích nejčastěji provází douglaska tisolistá nebo jedlovec západní. Nachází se v nadmořské výšce do 2290 metrů, ve které roste okolo oregonského Kráterového jezera. Kromě výskytu v hustých lesích a na horských svazích se nachází rovněž v lužních lesích, zalesněných bažinách a na březích vodních toků. Je rovněž tolerantní vůči stínu, a dokáže tak růst i při špatných světelných podmínkách.
Strom byl introdukován i do jiných oblastí mírného pásma na světě včetně západní Evropy a Austrálie, na Nový Zéland, Havajské ostrovy a na východ Spojených států. Ve Velké Británii se jedná o zdomácnělý druh.

## Taxonomie a jméno
Zerav obrovský je společně se zeravem západním jedním ze dvou zeravů, jež pocházejí ze Severní Ameriky. Svůj název „obrovský“ získal díky své velikosti.
Většina úřadů v Kanadě a Spojených státech jej nazývá western redcedar, ale některé v jeho jméně zanechávají pomlčku (red-cedar), v obou případech lze ale poznat, že se nejedná o cedr. V některých literárních dílech je však mylně pojmenován jako western red cedar. V zahradnickém obchodě se nazývá rovněž giant arborvitae (tedy zerav obrovský). Dalšími názvy jsou giant redcedar, Pacific redcedar, shinglewood (šindelové dřevo), British Columbia cedar, canoe cedar a red cedar. Arborvitae znamená v latině strom života. Indiáni, tedy původní obyvatelé míst jeho původního rozšíření, zerav čistě náhodou nazývali prodlužovačem života.

## Významné exempláře

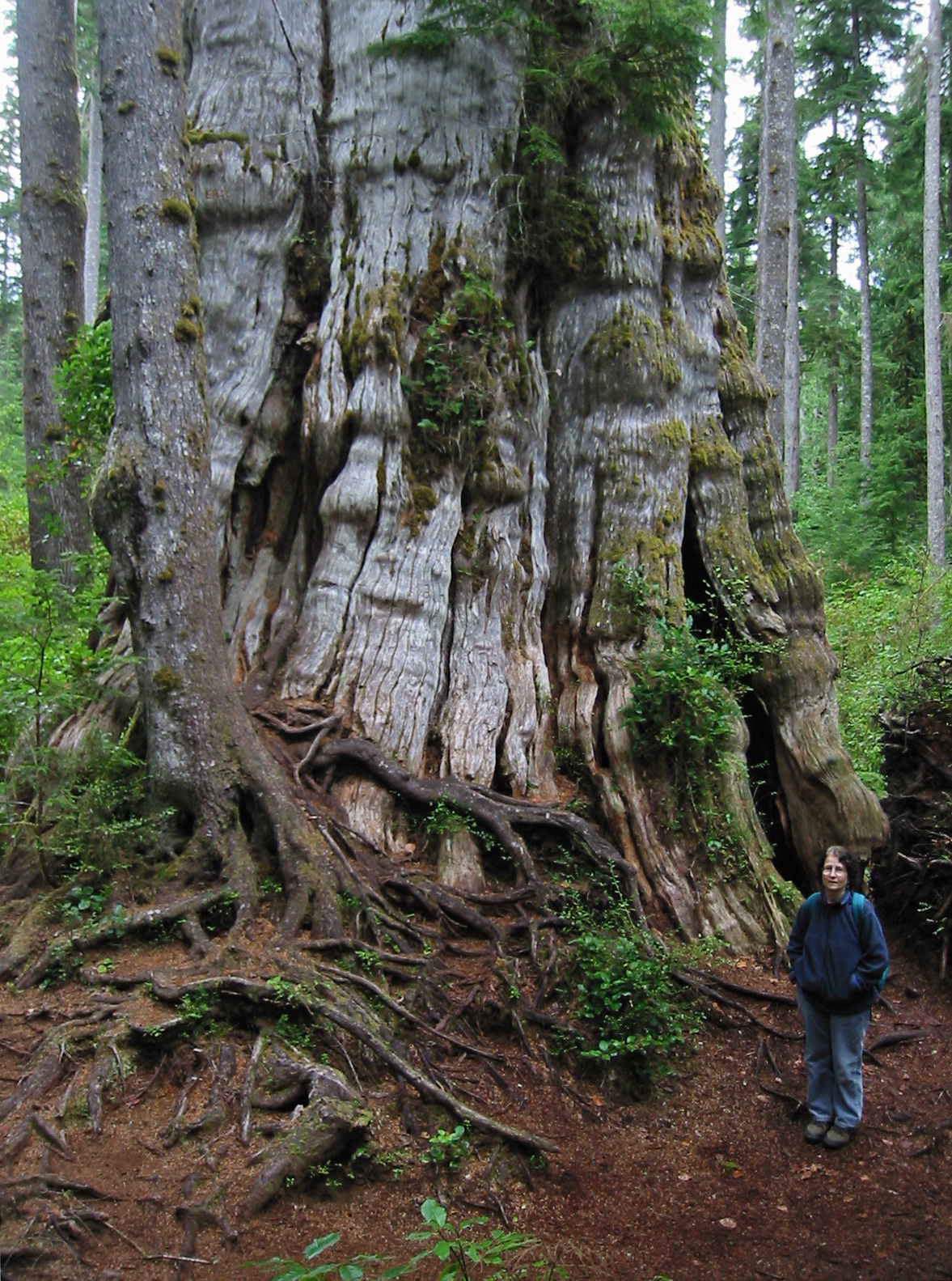
Zerav obrovský u Quinaultského jezera, největší zerav na světě

Největší známý zerav obrovský na světě má objem dřeva přes 500 m³ a nachází se u Quinaultského jezera severně od města Aberdeen v americkém státě Washington, 34 km od pobřeží Tichého oceánu. Výška stromu je 55 metrů a průměr 6 metrů. Pro porovnání, největší sekvojovec obrovský zvaný generál Sherman má objem 1480 m³.
Druhý největší zerav obrovský, jenž má objem 449 m³, se nachází nedaleko jezera Cheewhat v národním parku Pacific Rim na západě ostrova Vancouver.
Nejvyšším známým jedincem je zerav u Willaby Creeku jižně od Quinaultského jezera vysoký 59 metrů.
Pátým největším zeravem obrovským byl takzvaný Kalalošský zerav v Olympijském národním parku s objemem dřeva 350 m³, který však v březnu 2014 zničila bouře.
V MacMillanově provinčním parku na Vancouverově ostrově stál 71 metrů vysoký a přes 700 let starý zerav s průměrem kmene 4,5 metru, který byl však v roce 1972 spálen vandaly. Strom nyní leží v hrobě, který vyhloubil svou vlastní hmotností při pádu.
Obrovský pahýl zeravu obrovského je vystaven ve stromové části Montrealské botanické zahrady.
V rámci Česka k nejmohutnějším jedincům zeravu obrovského patří např. Pohořský zerav v zaniklé osadě Schwarzvierteel nedaleko Pohoří na Šumavě v Novohradských horách, který v době svého vyhlášení za památný strom (2002) měl výšku 30 m a obvod kmene 480 cm, dále Zerav v Horním Žlebu (383 cm), Zerav obrovský v Jihlavě (287 cm), Thuje pod Kaltenštejnem (273 cm), Zerav v zahradě u vily Bohumila Červeného (225 cm).

## Využití

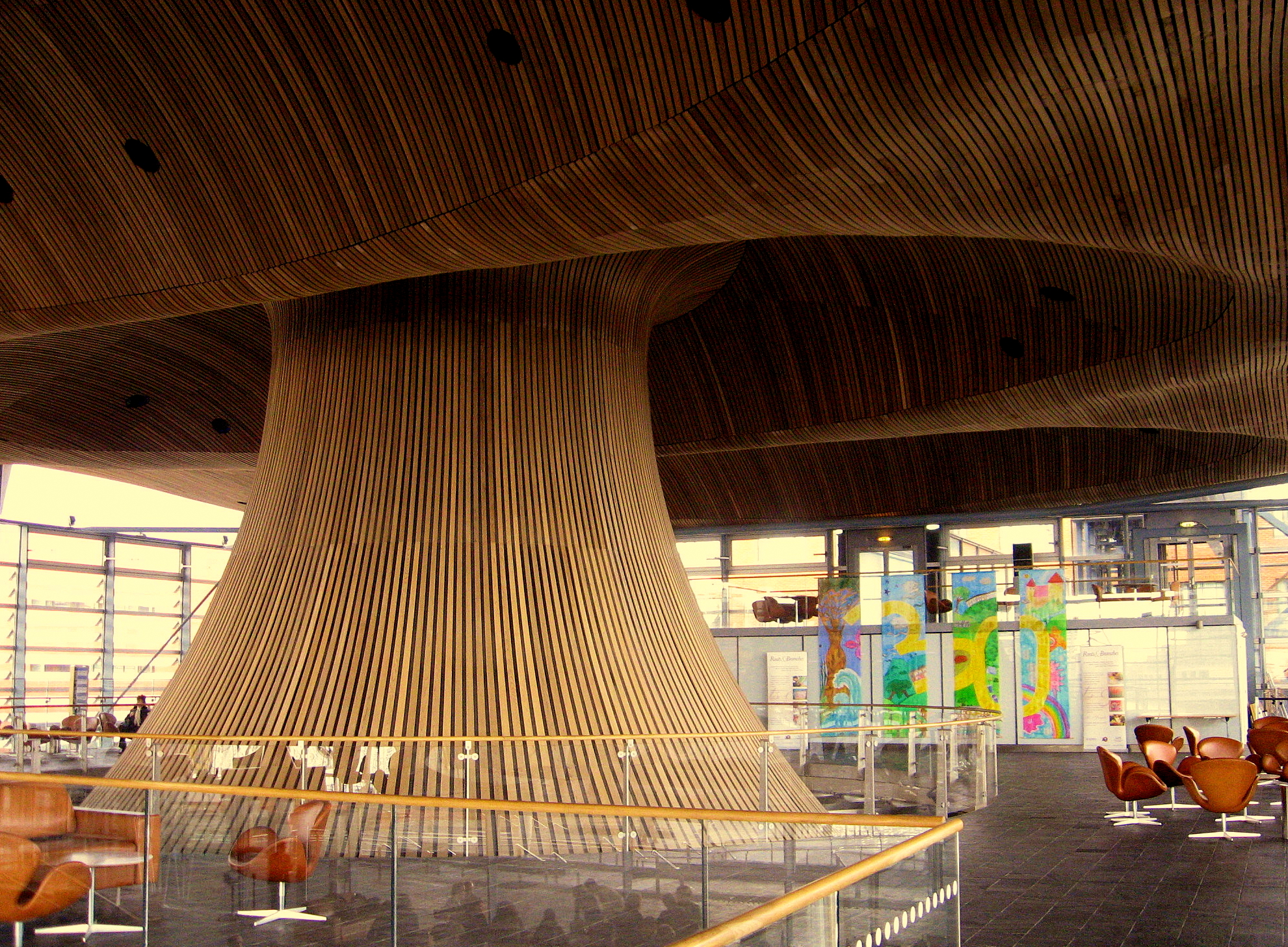
Komín ze dřeva zeravu obrovského ve velšském Cardiffu

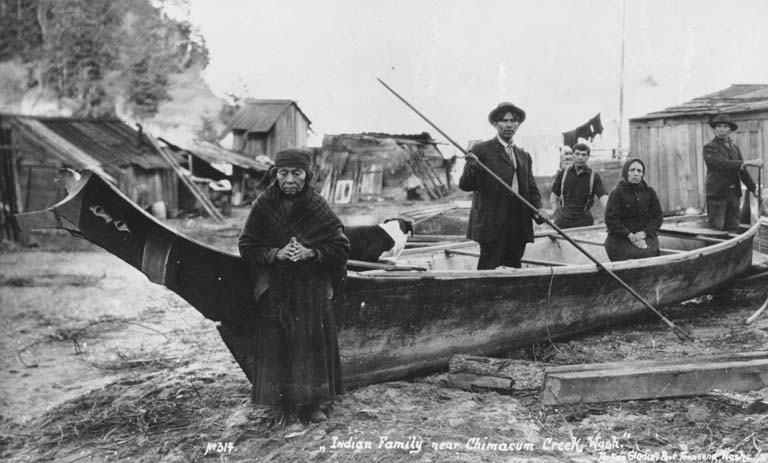
Indiáni z kmene Klallamů s kánoí ze zeravu obrovského

Hladké, červenohnědé dřevo zeravu obrovského má tenkou a plochou kůru s malým počtem vad. Dřevo je ceněno pro svůj unikátní vzhled, vůni a velkou odolnost vůči hnilobě, takže je dobrým dřevem pro venkovní tyče, obložení domů nebo šindele. V Evropě i Americe se ze zeravu obrovského často staví včelí úly. Strom je šlechtěn jako okrasná rostlina, v omezeném počtu v lesních plantážích a pro živé ploty. Také je používán pro výrobu rámu a pádel pro lehké plachetnice a kajaky. Ve větších lodích je obvykle využíván mezi dvěma vrstvami epoxidového lepidla, skleněných vláken a dalších produktů. Díky své nízké váze, která činí kolem 400 kg na m³ suchého dřeva, je o 30 procent lehčí než obvyklé materiály pro výrobu lodí, jako je mahagon. Navzdory své váze je silné, ale může být křehké. Dobře lepí s epoxidovým a s resorcinolovým lepidlem. Rovněž se používá při výrobě skříní, jelikož jeho vůně odrazuje moly, které mohou poškodit oblečení. To je efektivnější, když je celá skříň ze zeravového dřeva, jelikož tam vůni upevňují pryskyřicová těsnění. Správně utěsněné zeravové dřevo si pak svou vůni ponechá po několik desetiletí, třeba i déle než po jedno století. Lehkost, pevnost a teplý zvuk dřeva jej dělá rovněž oblíbeným při výrobě kytar.
Chemická látka thujaplicin se nachází v dospělých zeravech obrovských a funguje jako přírodní fungicid, takže zabraňuje dřevu shnít. To funguje po celé století i po pokácení stromu. Látka se však nachází pouze u starších stromů a ty, které ji nevyrábí, často hnijí už v útlém věku a vyrůstají s děravým a zpráchnivělým kmenem.

## Role v indiánské společnosti

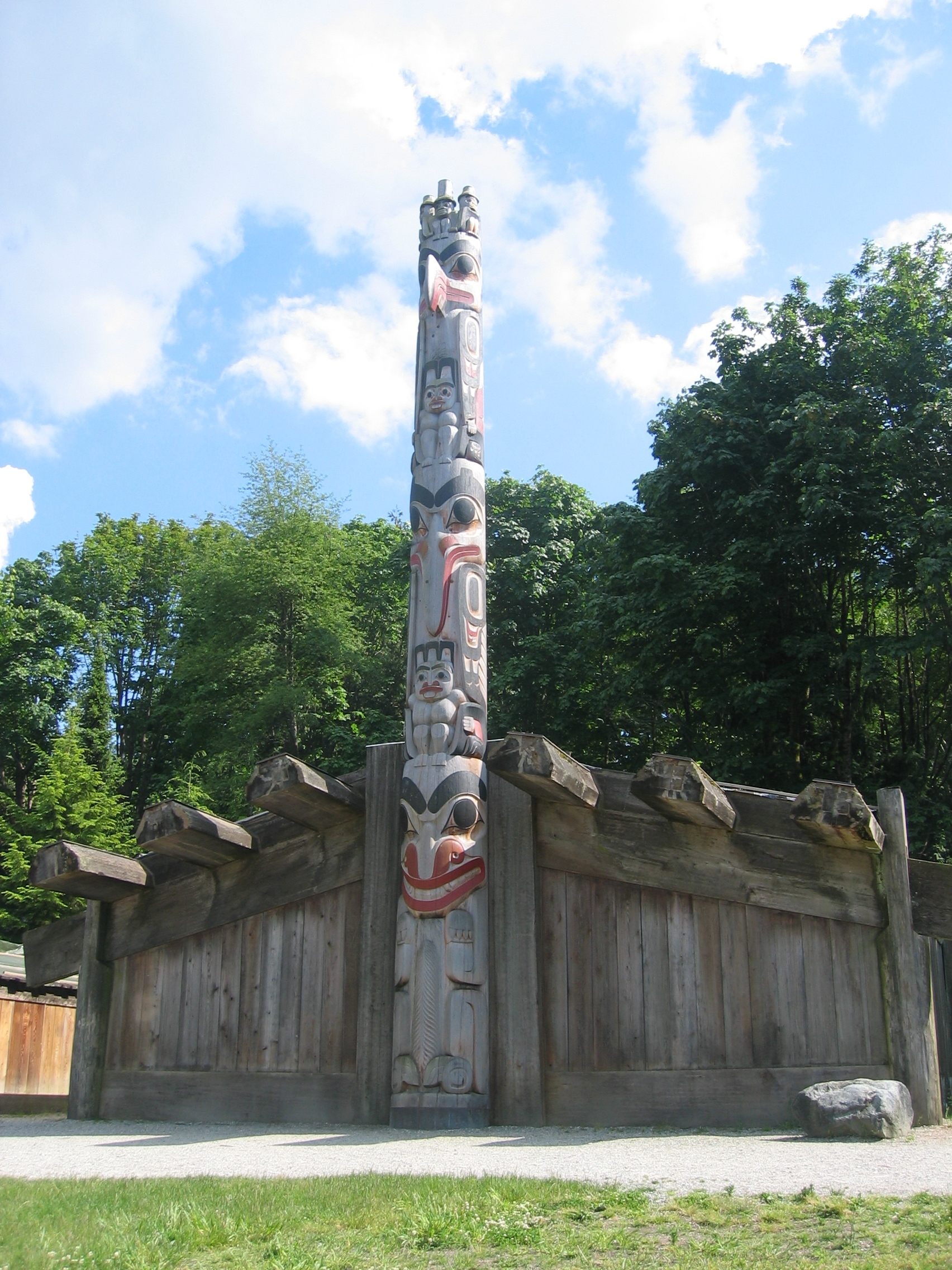
Totem u muzea antropologie v kampusu Univerzity Britské Kolumbie

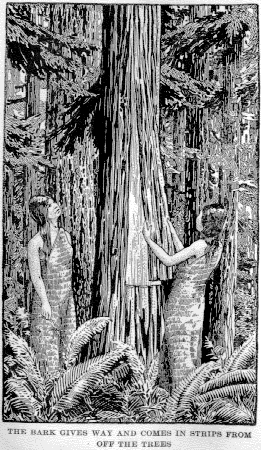
Ilustrace strhávání kůry zeravu z knihy Legendy indiánů z Vancouverova ostrova

Zerav obrovský má dlouhou historii u indiánských kmenů mezi Oregonem a Aljaškou. Některé z těchto kmenů se dokonce samy nazývají „lidmi zeravu obrovského“, jelikož jsou na něm závislí při získávání základních materiálů. Dřevo používaly při výrobě domů, totemů, masek, nádobí, krabic, prken, nástrojů, kánoí, lodí a ceremoniálních předmětů. Kořeny a kůra byly využívány při výrobě košíků, provazů, oblečení, přikrývek a prstenů.

### Historie
Obrovské množství archeologických nálezů ukazuje, že indiáni používali dřevo ze zeravu obrovského po dlouhou dobu. Dřevařské nástroje z doby před pěti až osmi tisíci lety, jako např. vyřezávané parohy, byly nalezeny ve škeblím hnojišti v Glenrose nedaleko Vancouveru. V Yuquotu, na západním pobřeží Vancouverova ostrova, byly nalezeny tři až čtyři tisíce let staré nástroje. Na nedalekém místě zvaném Musqueam byly nalezeny košíky z kůry zeravu utkané pěti různými způsoby, provazy a lodě z doby před třemi tisíci lety. Nalezené košíky a teslice u Pittovy řeky pochází z doby před 2900 lety. Tisíc let staré předměty byly nalezeny také na východním pobřeží Vancouverova ostrova.
Legenda kolující mezi kmeny Pobřežních Sališů hovoří o původu zeravu obrovského. Legenda vypráví o laskavém muži, který dal lidem to, co potřebovali. Když to zjistil Velký duch, prohlásil, že až ten muž zemře, vyroste na místě jeho hrobu velký zerav obrovský a bude lidem poskytovat vše potřebné, tedy kořeny pro výrobu košíků, kůru pro výrobu oblečení a dřevo pro postavení obydlí.

### Nástroje
Indiáni při práci se zeravovým dřevem pracovali především s teslicemi, kterým dávali přednost i před dovezenými evropskými nástroji. Alexander Walker, praporečník na obchodní lodi Captain Cook, ve svém deníku zapsal, že indiáni upřednostňují teslice před jakýmikoli evropskými nástroji, a to tak moc, že získané pily nebo sekery si posléze upravili v teslice. Nástroje indiáni vyráběli především z kamene, kostí, obsidiánu nebo z tvrdších dřev, jako těch, které má jedlovec. Také používali palice, klíny, rýče a nože. Vykopávky z obce Ozette v americkém státě Washington odkryly železné nástroje z doby před 800 lety, což je daleko dříve, než se do oblasti dostali Evropané. Když James Cook proplouval kolem oblasti, zjistil, že většina používaných nástrojů je ze železa. Stále se spekuluje o původu těchto železných nástrojů, které mohly být např. ze ztroskotané asijské obchodní lodi nebo z možných obchodů se železo používajícími sibiřskými kulturami, čemuž napovídá pokročilejší dřevařství, které využívaly severní kmeny, jako např. Tlingitové.

### Dřevo
Kácení zeravu obrovského vyžadovalo obřad, který zahrnoval usmíření s duchy stromu i okolních stromů. Lidé po duších požadovali obzvláště, aby strom nebo jeho bratři neshodili na toho, kdo strom kácí, těžké větve, o čemž se pojednává v mnoha příbězích lidí, kteří nebyli dostatečně opatrní. Někteří profesionální dřevorubci s indiánskými kořeny přiznali, že před pokácením stromu nabízejí dřevině tiché usmíření, čímž následují tradici.
Kácení tak velkých stromů, jako je zerav obrovský, bylo před příchodem ocelových nástrojů složitým a časově náročným uměním. Obvykle byla kůra odstraněna okolo základny stromu, jen kousek nad kořeny, a poté následovalo řezání a štípání, až vznikl široký trojúhelníkový řez. Kůra kolem řezu byla poté pokryta směsí mokrého mechu a hlíny, která sloužila proti ohni, načež byl řez vyplněn troudem a podpalem a pomalu zapálen. Tento proces se opakoval dokud nebyl strom téměř proříznut na skrz. Opatrné ošetřování ohně pak zajistilo, že strom spadl do nejlepšího možného směru. Proces mohl trvat několik dní, a tak byla vyžadována rotace pracovníků, díky nimž oheň hořel i v noci, a navíc se kácený strom mohl nacházet na odlehlém a odstrašujícím místě.
Pokácení stromu je však teprve začátkem práce, jelikož musí být ještě zbaven kůry a přepraven ke břehu. Pokud byl strom určen pro výrobu kánoe, byl rozdělen na několik částí, které pak byly vyřezány do tvaru lodě. Pokud však byl určen pro stavbu totemu nebo jako stavební materiál, musel být odtažen až do vesnice. Mnoho stromů je stále káceno pro tyto účely, především kvůli umělcům, kteří věří tomu, že používání moderních nástrojů není prospěšné tradičnímu duchu umění. Ti, kteří tyto tradice neuznávají, si prostě koupí klády nebo dřevo na pilách, jak to dělá většina umělců produkujících např. masky nebo hole.
Kvůli faktu, že kácení vyžadovalo tolik času a námahy, se prkna pro domy získávala ze živých stromů. Dřevorubec napřed strhl kůru v místě, odkud chtěl prkno získat, a pak udělal na každém konci prkna zářez. Prkno pak od stromu oddělil pomocí klínů. Stromy, které byly takto využity, lze v deštných pralesích stále poznat, a to podle viditelných děr po stranách. Jelikož je dřevo zeravu obrovského odolné vůči tlení, stromy dále pokračují v normálním růstu. Získaná prkna bývají zarovnávána několika způsoby, pomocí kamenů, provazů nebo kůlů.
Dřevo zeravu obrovského se používalo pro výrobu monoxylových kánoí, které indiánům sloužily při lovu velryb nebo při obchodu na otevřeném moři. Jednu z těchto kánoí zakoupil v roce 1901 dobrodruh John Voss. Loď pojmenoval Tilikum, což v jazyce chinook znamená přítel, vystrojil ji a poté s ní uskutečnil dramatickou tříletou plavbu z Britské Kolumbie do Londýna.
Větve zeravu obrovského jsou velice ohebné a pevné. Po obnažení se používaly jako rybářské šňůry, provazy, apod. Postupem času je ale u indiánů nahradila moderní vlákna a nylon, avšak ne zcela úplně.

### Kůra
Kůra lze lehce strhnout ze živých stromů v dlouhých pruzích a mohou se z ní vyrábět rohože, provazy, košíky, klobouky, nebo např. oblečení. Strhávání kůry musí být ale provedeno opatrně. Dojde-li k rozsáhlému obnažení kmene, strom odumře. Aby k tomu nedošlo, kůra se obvykle strhává pouze z těch stromů, ze kterých předtím ještě nebyla strhávána. Takové stromy jsou později použity pouze v případě pokácení. Strhávání kůry začíná sérií řezů nad kořeny a loupáním kůry směrem nahoru. Ke stržení kůry ve vyšších částech stromu se používají zvedací plošiny zavěšené provazy. Jelikož zerav obrovský má stejně jako všechny stromy deštného pralesa větve až ve velké výšce, kůra může být takto strhávána často až do desátého metru výšky nebo výše. Stržená kůra je zabalena a přepravována v batozích. Díky absenci hniloby může být skladována po dlouhou dobu, ale před zpracováním je zvlhčena. Poté je rozkrájena na potřebnou šířku a ohýbána nebo tkána do požadovaných tvarů. Jak strhávání, tak zpracování kůry prováděly ženy, přestože se muselo často šplhat až do výšky 10 metrů. Dnes se jedná ve většině indiánských komunit o zapomenuté umění, někde je ale stále užíváno k tvorbě dekorací.